# Savigny-sur-Aisne
Savigny-sur-Aisne ist eine französische Gemeinde im Département Ardennes mit 350 Einwohnern (Stand: 1. Januar 2022). Sie gehört zur Region Grand Est (vor 2016 Champagne-Ardenne), zum Arrondissement Vouziers und zum Kanton Attigny. 

## Lage
Savigny-sur-Aisne liegt etwa 51 Kilometer ostnordöstlich von Reims an der oberen Aisne. Umgeben wird Savigny-sur-Aisne von den Nachbargemeinden Vouziers im Norden, Falaise im Norden und Nordosten, Olizy-Primat im Osten, Brécy-Brières im Südosten und Süden, Saint-Morel im Süden, Sugny im Westen sowie Sainte-Marie im Westen und Nordwesten.

## Einwohnerentwicklung
| Jahr                       | 1962 | 1968 | 1975 | 1982 | 1990 | 1999 | 2006 | 2019 |
| Einwohner                  | 384  | 374  | 366  | 339  | 376  | 361  | 370  | 373  |
| Quellen: Cassini und INSEE |      |      |      |      |      |      |      |      |

## Sehenswürdigkeiten
- Kirche Notre-Dame, seit 1913 Monument historique
- ehemaliger Friedhof mit Freitreppe, seit 1935 Monument historique

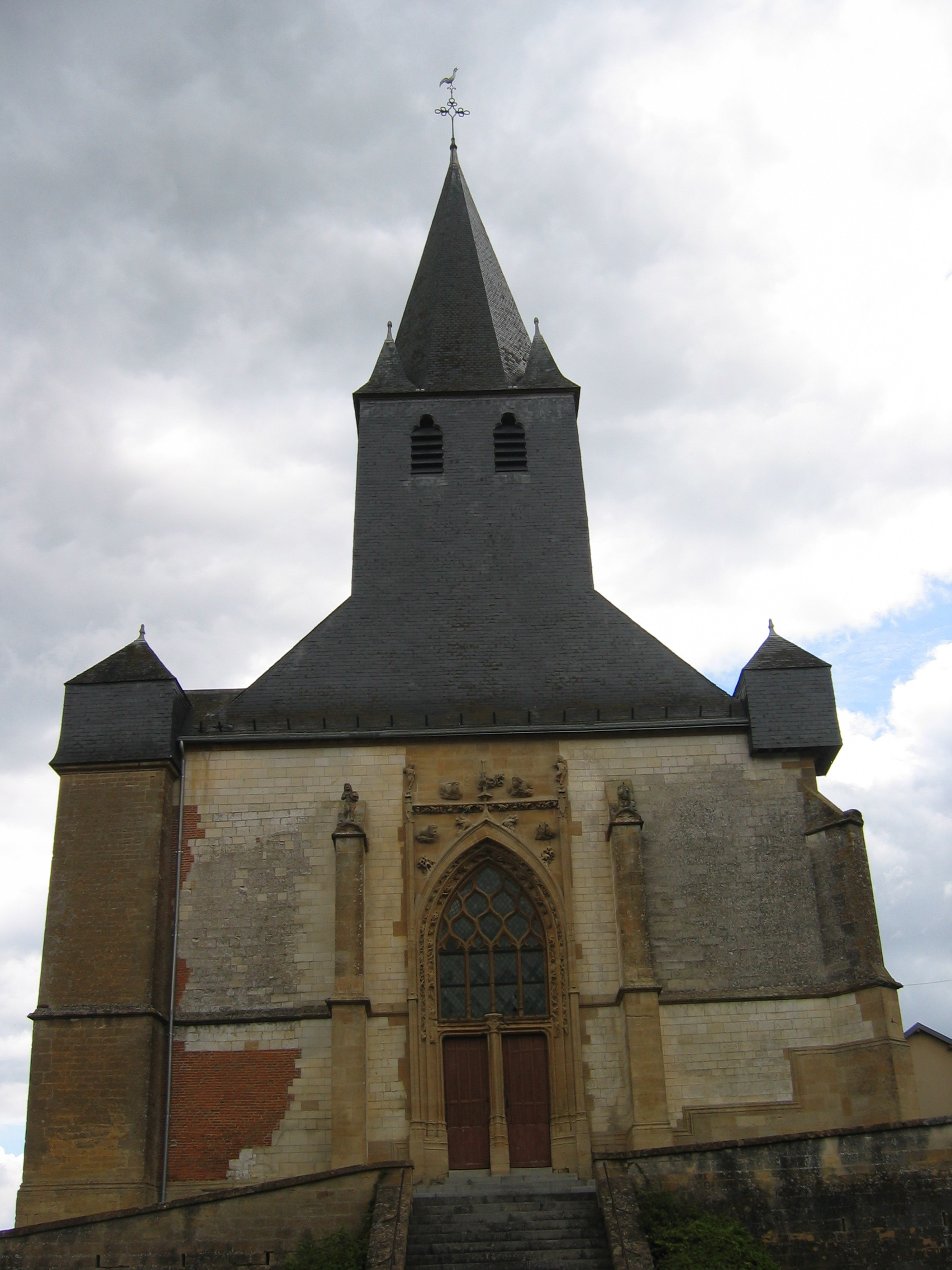
Kirche Notre-Dame